# Claudio Mario Arezzo
Claudio Mario Arezzo (Siracusa, XV secolo – Messina, XVI secolo) è stato uno storico italiano.

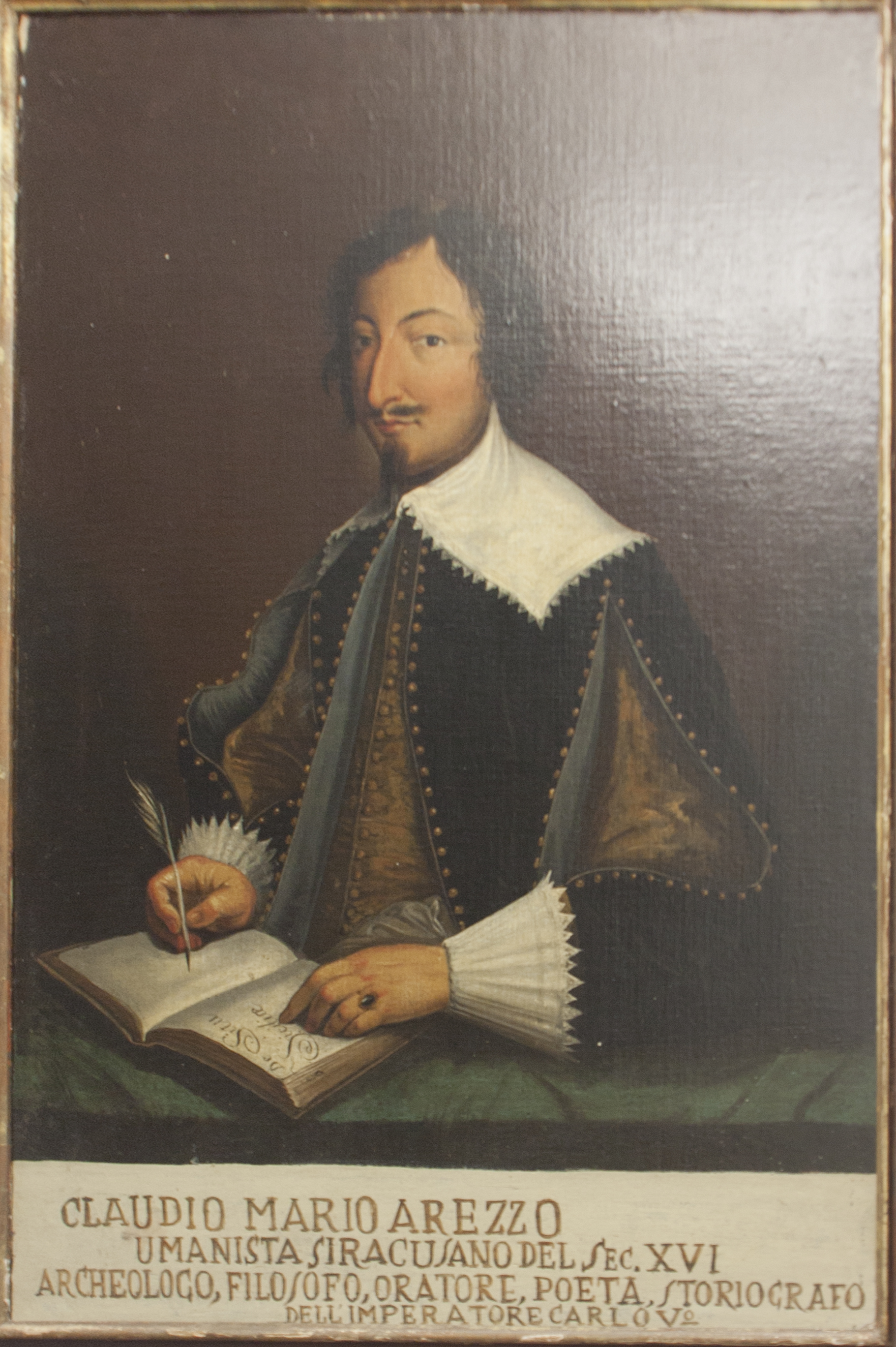
Claudio Mario Arezzo

Storiografo di Carlo V dal 1525 al 1532, fu autore delle opere Osservantii di la lingua siciliana (1543) e De situ insulae Siciliae (1537).